# Пассивация металлов

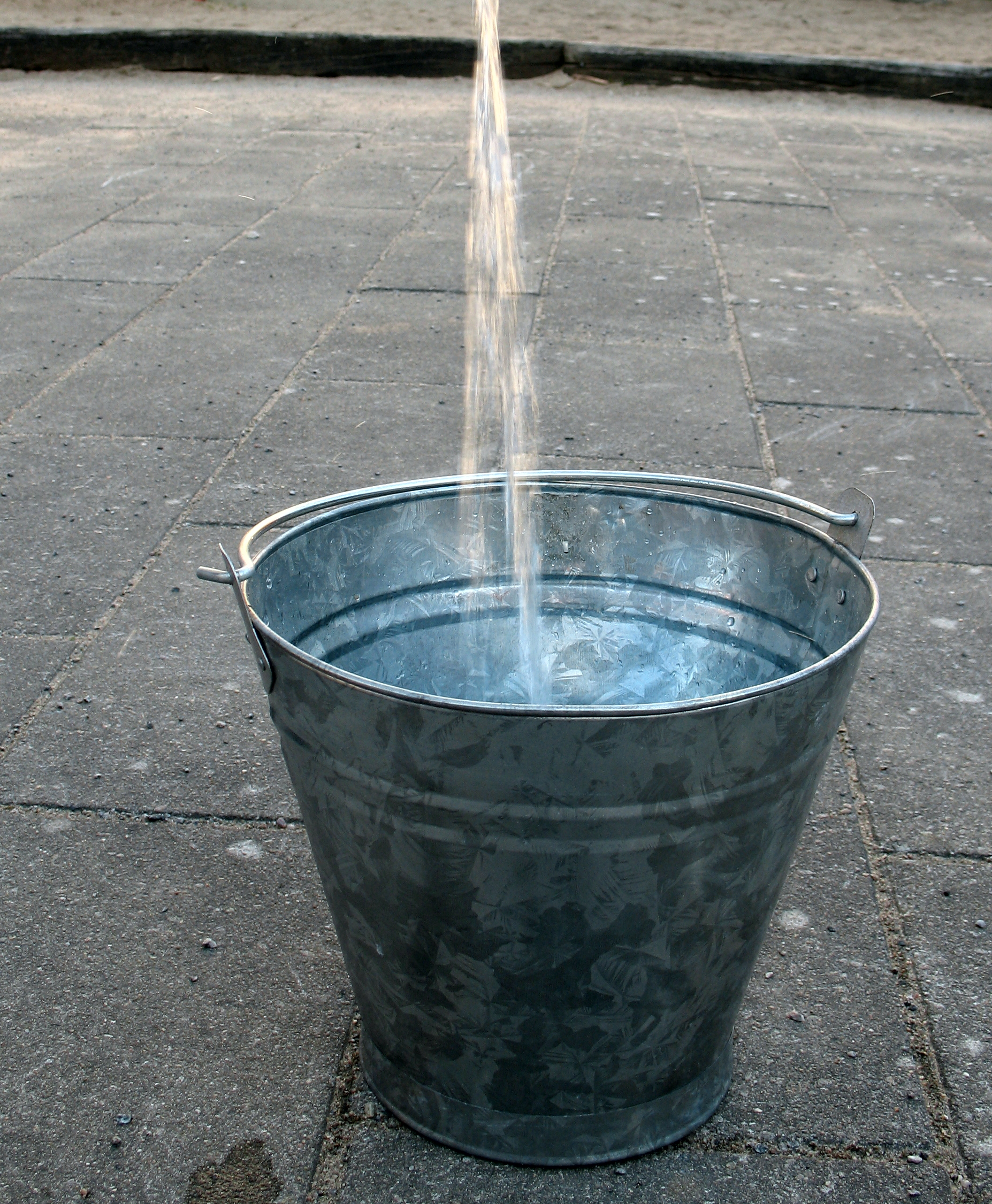
Оцинкованное ведро — изделие из стали, защищённое цинковым покрытием от коррозии. Цинк выполняет роль протектора, а так как в обычных условиях он покрыт тонким пассивным слоем, покрытие растворяется не слишком быстро.

Пассива́ция мета́ллов — переход поверхности металла в неактивное, пассивное состояние, связанное с образованием тонких поверхностных слоёв соединений, препятствующих коррозии. В технике пассивацией называют технологический процесс защиты металлов от коррозии с помощью специальных растворов или процессов, приводящих к созданию оксидной плёнки на поверхности металла (Cu, Ti, Zn, Cr, Al и т. д.).

## Механизм пассивации
При взаимодействии металлов с теми или иными компонентами растворов (расплавов) в определённом диапазоне потенциалов на поверхности металла образуются адсорбционные или фазовые слои (плёнки). Эти слои образуют плотный, почти непроницаемый барьер, благодаря чему коррозия сильно замедляется или полностью прекращается.
Пассивация проводится химически или электрохимически. В последнем случае создаются условия, когда ионы защищаемого металла под действием тока переходят в раствор, содержащий ионы, способные к образованию очень малорастворимых соединений.

## Виды пассивации
- Анодная
- Катодная

## Пассивация литиевых источников тока
Под пассивацией понимается процесс образования на литиевом аноде тонкой плёнки с высоким сопротивлением. Эта плёнка формируется в результате взаимодействия электролита с литиевым анодом. Данная плёнка замедляет процесс разряда и разложения лития, уменьшает скорость саморазряда и продлевает срок хранения аккумулятора. Негативным последствием пассивации является задержка напряжения.
При приложении к ячейке нагрузки высокое сопротивление пассивационной плёнки вызывает резкое падение (задержку) напряжения. Процесс разряда постепенно разрушает плёнку, тем самым, снижая внутреннее сопротивление ячейки. Это приводит к увеличению напряжения ячейки, которое должно оставаться стабильным во время разряда при неизменных прочих условиях протекания процесса. При увеличении нагрузки после стабилизации напряжения оно может снова упасть до того момента, когда пассивационная плёнка вновь не будет полностью удалена. Если убрать или уменьшить нагрузку пассивационная плёнка восстановится и станет влияющим фактором при следующем использовании. Существует несколько факторов, влияющих на степень пассивации и на длину и глубину задержки напряжения:
- нагрузочная способность ячейки. При высоком токе нагрузки задержка увеличивается, при малом — почти не ощутима;
- химический состав. Даже незначительные изменения химического состава влияют на пассивацию;
- длительность хранения. Обычно длительность хранения прямо пропорционально степени пассивации. Поэтому старые ячейки более подвержены эффекту задержки напряжения;
- температура хранения. Слишком высокая температура хранения увеличивает степень пассивации. Особенно серьёзные проблемы могут возникнуть при хранении ячеек в непроветриваемом помещении при высокой температуре. Рекомендуется хранить ячейки в помещениях с контролем климата;
- температура разряда. Подобно хранению при высокой температуре разряд при низкой температуре способствует пассивации;
- условия предыдущего разряда. Частичный разряд, а затем удаление нагрузки увеличивают степень пассивации по сравнению с новой ячейкой. Поэтому при вторичном использовании задержка напряжения бывает более ярко выраженной.

Обычно задержка напряжения, вызванная пассивацией, не доставляет проблем пользователям литиевых ячеек, однако эффект пассивации необходимо учитывать.

## Пассивация металлов в технике
Пассивация является одним из методов защиты металлов от коррозии.
Часто используется образование на поверхности металла (металлических изделий) защитных слоев — плёнок оксидов при действии окислителей.
- Одним из технологических вариантов пассивирования является воронение.
- Для пассивации многих металлов используют растворы на основе окисляющих агентов, способных к образованию труднорастворимых соединений (хроматы, молибдаты, нитраты в щелочной среде и др.)
- Оцинкованные детали часто пассивируют, подвергая хроматированию.
- Пассивирование применяется для защиты от внутренней коррозии трубопроводов, котельного и теплообменного оборудования. Для этого, приложив к трубопроводу направленное радиально (то есть поперек оси трубы) электрическое поле, возможно электрически оттянуть свободные электроны металла, находящегося на внутренней поверхности трубы, по направлению к внешней поверхности. В результате металл на внутренней поверхности трубопровода не может вступить в химическую реакцию.

### Перепассивация
Перепассивация — это нарушение пассивного состояния, возникающее при превышении потенциалом металла критического значения, вследствие чего меняется характер протекающих на его поверхности реакций. Перепассивация возможна для всех пассивирующихся материалов, в частности - в таких марках сталей как: 08Х18Н10Т, 20Х13, 30Х13, 40Х13, 15Х17.

### Дополнительные операции
После пассивации или наполнения пассивирующего покрытия поверхность металла нередко подвергают дополнительной обработке — ингибиторами, окрашиванию или лакированию и др.